# هیرشاید
هیرشاید (به آلمانی: Hirschaid) یک شهر در آلمان است که در بامبرگ واقع شده‌است. هیرشاید ۱۱٬۶۰۰ نفر جمعیت دارد.